# Бландфорд-Форум
Бландфорд-Форум (англ. Blandford Forum) — город в графстве Дорсет в Юго-Западной Англии, административный центр района Норт-Дорсет. 
Город известен своей георгианской архитектурой. Перепись населения 2001 года население зафиксировала 8760 человек. Также является административным штабом Северного районного совета Дорсета.

## География
Бландфорд-Форум расположен на реке Стор между Кранборн-Чейсом и Дорсет-Даунсом, к юго-востоку от Блэкмор-Вали, в 24 км к северо-западу от Пула и в 35 км к юго-западу от Солсбери.

## Демография
| Год переписи | 1931  | 1951  | 1961  | 1971  | 1981  | 1991  | 2001  |
| ------------ | ----- | ----- | ----- | ----- | ----- | ----- | ----- |
| Население    | 3,370 | 3,670 | 3,570 | 3,650 | 3,920 | 7,850 | 8,760 |